# Középkori hadvezér
A Középkori hadvezér (eredeti cím: Medieval) 2022-es angol nyelvű cseh történelmi filmdráma, amelyet Petr Jákl rendezett. A főbb szerepekben Ben Foster, Michael Caine és Til Schweiger látható.
A filmet 2022. szeptember 8-án mutatták be.

## Cselekmény
A 14. században IV. Luxemburgi Vencel egyszerre volt cseh király, német király és római császár. Vencel követte apját, IV. Károlyt, de uralkodása nem volt sikeres, és gyenge uralma alatt a királyság kezdett szétesni.
Az országot valójában III. Henrik Rosenberg irányítja, aki a leghatalmasabb nemes. A film Jan Žižka lovag, zsoldos és a huszita hadsereg későbbi vezetőjének történetét meséli el, aki egy zsoldoscsapatot vezet.
Lord Boresh utasítja Žižkát, rabolja el Rosenberg menyasszonyát, Katherinét, ami arra kényszeríti Rosenberget, hogy tartsa be a szavát, és segítsen IV. Vencelnek a Szent Római Császárságban.
Ez belekeveri Žižkát a magas szintű politikába, és konfliktusba kerül nemcsak Rosenberggel, hanem Vencel testvérével, Zsigmond királlyal is, aki katonákat küld Žižka mentora, Torak vezetésével Katerina visszaszerzésére.
Torak és emberei felgyújtják Žižka házát, megölik az unokaöccsét, és elrabolják Jaroslavot, a testvérét, hogy aztán elcseréljék Katherinéra. Torak csapdát állít, de Žižka a helyi falusiak segítségével és kiváló taktikai képességeivel a létszámbeli fölényük ellenére legyőzi őt.
Žižkának és embereinek sikerül elmenekülnie Jaroslavval és Katherinéval. Egy közeli barlangban rejtőznek el, de amikor rajtuk ütnek, Žižka szinte elveszíti az egyik szemét a Torakkal vívott harcban. Katherine gondoskodik róla a sérülése után. Torak Zhyzhka után kutat, terrorizálva a helyi falusiakat. Az embereinek végül sikerül elrabolniuk Katherinét, aki időközben beleszeretett Žižkába.
Katherinét Rosenberg várába viszik, Žižka és emberei pedig megtalálják a halálosan megsebesült Borest, aki elmondja nekik: Zsigmond elrabolta Vencel királyt. Miközben haldoklik, elmondja, hogy a világot nem lehet jobbra fordítani, ha a királyok ilyesmire képesek. Žižka elhatározza, megmenti Katherinét, és a várba érve találkozik Torakkal.
Torak fölénybe kerül, de Katherine leveti magát a várfalról a folyóba, hogy megmentse Žižkát. Žižka utána ugrik, és magával rántja Torakot is. A víz alatt megöli Torakot, és Katherinét a folyópartra viszi. Egy csók után a lány odaadja neki a gyűrűjét és meghal. Žžižka elviszi a holttestét az embereihez.
Az epilógus szerint Zsigmond testvére halála után lett Csehország királya, de a nép fellázadt ellene. Zsigmond ezután megszervezte a keresztes hadjáratokat Csehországban, és Žižka vezette a számbeli fölényben lévő parasztokat. A film a huszita háborúk idején ér véget, amikor Žižka Wagenburgban egy nagy sereg ellen vezeti a huszita sereget. Kiderül, még mindig magánál tartja Katharina gyűrűjét.

## Szereplők
| Szerep                   | Színész           | Magyar hang      |
| ------------------------ | ----------------- | ---------------- |
| Jan Žižka                | Ben Foster        | Bozsó Péter      |
| Lord Boresh              | Michael Caine     | Ujréti László    |
| III. Henrik Rosenberg    | Til Schweiger     | Stohl András     |
| Jaroslav, Žižka testvére | William Moseley   | Szatory Dávid    |
| Katherine                | Sophie Lowe       | Kelemen Kata     |
| Zsigmond király          | Matthew Goode     | Dányi Krisztián  |
| Vencel király            | Karel Roden       | Fehér Péter      |
| Torak                    | Roland Møller     | Schneider Zoltán |
| Ulrich                   | Werner Daehn      |                  |
| Conrad                   | Vinzenz Kiefer    |                  |
| Freddy                   | Alistair Brammer  |                  |
| Lars                     | Magnus Samuelsson |                  |
| Barbara                  | Jennifer Armour   |                  |
| Captain Martin           | Kevin Bernhardt   |                  |
| Matthew                  | Jan Budař         |                  |
| Ondřej                   | Ondřej Vetchý     |                  |
| Adjar (kumán zsoldos)    | Ben Cristovao     |                  |

### Magyar változat
- Magyar szöveg és szinkronrendező: Berzsenyi Márta
- Hangmérnök és vágó: Papp Zoltán István
- Gyártásvezető: Mészáros Szilvia
- Produkciós vezető: Legény Judit

A szinkront a Laborfilm szinkronstúdió készítette el.

## Bemutató
A film premierje 2022. szeptember 5-én volt a Slovanský důmban. Az eseményen részt vettek a film szereplői és a produkció tagjai, többek között Til Schweiger, Sophie Lowe és Petr Jákl. Michael Caine videós üdvözletet küldött. A film 2022. szeptember 8-án került a mozikba.

### Médiakiadás és streaming
A filmet 2022. október 31-én jelentették meg digitális és streaming kiadásra. 2022. november 9-én jelent meg a Netflixen.
A Paramount Home Entertainment megszerezte a film otthoni videóforgalmazási jogait, amely 2022. december 6. körül jelent meg Blu-rayen.

## Videójáték
Petr Jákl rendező 2022. április 21-én megemlítette, hogy a filmhez két videojáték-adaptáció is készül. Az egyiket PC-re és videojáték-konzolokra, míg a másikat mobiltelefonokra adták ki. A Medieval egy akció-kalandjáték, amelyet a Cypronia fejleszt, míg a Medieval AR mobiljátékot a More.is.More készíti.